# 乳香樹
乳香树（学名的意思是神圣乳香）為乳香屬下的一種植物，其樹脂凝固後便成乳香。
一些学者认为只代表阿拉伯乳香树，而索马里的种群属于索马里乳香树，但这种区分缺少植物学依据。